# Shiraz Shivji
Shiraz Shivji (* 1947 in Tansania) war der Hauptentwickler des Atari-ST-Computers und einer der Entwickler des Commodore 64.

## Biographie
Shiraz Shivji studierte von 1969 bis 1973 Elektrotechnik an der Stanford University.

### Arbeit bei Atari
Als Jack Tramiel mit einer Reihe ehemaliger Entwickler von Commodore 1984 die Firma Atari Corporation übernahm, war das Unternehmen in einem schlechten Zustand. Shiraz Shivji wurde Ataris Vizepräsident für Entwicklung und Forschung, als der er mit einem Team aus sechs Ingenieuren den Atari ST entwickelte.
Die Arbeit wurde innerhalb erstaunlich kurzer Zeit von nur fünf Monaten (von Juli bis Dezember 1984) abgeschlossen.
Die Präsentation des Prototyps auf der CES im Januar 1985 war ein beachtlicher Erfolg und Ataris Zukunft damit vorerst gesichert.
Shivji entwarf den Atari ST als erstes einer Reihe von Modellen. Später leitete er die Entwicklung des Atari TT bis zum Ende seiner Tätigkeit bei Atari.

### Arbeit bei Momenta
Nach seinem Weggang von Atari entwickelte er 1991 den Momenta Pen Computer. Dies war einer der ersten Tablet Computer mit einer für damalige Verhältnisse leistungsfähigen Hardware. Allerdings litt er unter dem Mangel ansprechender Software für sein DOS-basiertes GUI.